# Blastobasis nephelias
Blastobasis nephelias é uma espécie de mariposa do gênero Blastobasis pertencente à família Coleophoridae.